# Charles Dvorak
Charles Dvorak (27. listopadu 1878, Chicago – 18. prosince 1969 Seattle) byl americký atlet, který zvítězil na letních olympijských hrách 1904 ve skoku o tyči.

## Sportovní kariéra
Jako student University of Michigan vybojoval pro svoji školu titul v atletice v roce 1900 a odcestoval na olympiádu v Paříži. Do soutěže, která se konala v neděli, však z náboženských důvodů nenastoupil, následující den v soutěži útěchy obsadil ve skoku o tyči druhé místo výkonem 339 cm.
Získal titul mistra USA ve skoku o tyči v letech 1901 a 1903. Na olympiádě v St. Louis v roce 1904 přesvědčivě zvítězil. Jeho výkon 350 cm byl novým olympijským rekordem. Jako první skokan v historii používal bambusovou tyč.